# Роджер Пуатевинец
Ро́джер де Монтго́мери (фр. Roger de Montgommery, англ. Roger of Montgommery), больше известный как Ро́джер (Роже́) Пуатеви́нец (англ. Roger the Poitevin, фр. Roger le Poitevin, лат. Rogerius Pictavinus) (около 1065 — 1122/1140) — англо-нормандский аристократ, главный арендатор в Англии в 1086 и после 1088 — 1102 годах, граф «Ланкашира» в 1093—1102 годах, граф де Ла Марш (по праву жены) с 1098 года, 4-й сын Роджера II де Монтгомери, 1-го графа Шрусбери, и Мабель де Беллем, родоначальник ветви графов де Ла Марш рода Монтгомери. Ещё при жизни отца он получил от короля Вильгельма I Завоевателя владения в Англии — область, которая позже станет графством Ланкашир. Правда, вскоре по неизвестной причине король лишил его владений, однако после того, как королём Англии стал Вильгельм II Рыжий, большинство утраченных земель были Роджеру возвращены, позже он получил и ряд других владений. В этот период он процветал, а незадолго до смерти отца ему ещё и присвоили графский титул. Однако в 1094 году он сдал французскому королю Аржантан, хотя имел сильный гарнизон, что стало концом его карьеры при английском дворе. В 1102 году Роджер оказался замешан в восстании старшего брата Роберта де Беллема против короля Генриха I, из-за чего был лишён всех владений в Англии и изгнан из королевства.
Ещё до 1086 года Роджер удачно женился на наследнице французского графства Ла Марш в Пуату, из-за чего в «Книге Страшного суда» был назван с прозвищем «Пуатевинец». Однако только около 1098 года его жене удалось утвердиться в графстве, где ранее власть узурпировал её дядя. После изгнания Роджер, по сообщению Ордерика Виталия, жил во владениях жены, однако своих земель в Ла Марше у него не было, никаких прав на собственность жены он не имел и не принимал никакого участия в управлении графством. В 1109 году он получил от английского короля прощение, и ему было разрешено вернуться в королевство.
Потомки Роджера почти до конца XII века правили в графстве Ла Марш.

## Происхождение
Роджер происходил из нормандского рода Монтгомери, имевшего владения в Нормандии. По мнению Кэтлин Томпсон, Монтгомери были либо потомками первых скандинавов, селившихся в Центральной Нормандии, которые не зависели от Руанского анклава, не имея связей с герцогской семьёй, либо они могли поселиться в холмах Монтгомери, которые было легче оборонять, прибыв сюда во время переселения норманнов на запад в середине X века. Центром их владений был Монтгомери (современные коммуны Сен-Жермен-де-Монгомри и Сент-Фуа-де-Монгомри во французском департаменте Кальвадос). Кроме того, представители находились в родстве с герцогами Нормандии. Первым достоверно известным представителем рода был Роджер I де Монтгомери, который во время правления герцога Роберта Дьявола (1027—1035 годы) занимал видное место среди нормандской знати. Он был сеньором Монтгомери, а также виконтом области Иемуа, однако во время анархии (1035—1040-е годы), сопровождавшей несовершеннолетие Вильгельма Завоевателя, попал в опалу и был изгнан из герцогства. Из его 5 сыновей трое погибли в период анархии. Наследником владений оказался третий сын, Роджер II де Монтгомери, который был советником герцога Вильгельма Завоевателя, пользуясь его большим доверием. Благодаря браку с Мабель де Беллем он распространил свою власть на владения Беллемского дома, располагавшиеся как на южной границе Нормандии, так и в Иль-де-Франс и графстве Мэн.
От брака с Мабель де Беллем у Роджера II родилось 6 сыновей и 4 дочери. Старший из сыновей, Роджер, умер ребёнком. Роджер Пуатевинец был четвёртым из сыновей, родившихся в этом браке (и третьим выжившим).

## Ранняя карьера
У Роджера был старший одноимённый брат, который был свидетелем одной из отцовских хартий, где он назван «Роджер Ребёнок» (лат. Rogerio parvulo). Он, вероятно, умер достаточно рано. Роджер Пуатевинец, судя по всему, родился уже после смерти брата, поэтому получил при крещении его имя. Современные исследователе рождение относят к середине 1060-х годов.
Роджер II де Монтгомери, отец Роджера Пуатевинца, не участвовал в первом этапе нормандского завоевания Англии и не сражался в битве при Гастингсе, поскольку был оставлен в Нормандии помогать жене Вильгельма I Завоевателя управлять герцогством в его отсутствие. Однако в 1067 году он прибыл в Англию, где получил обширные и богатые владения в 12 графствах, в основном в Шропшире и Западном Суссексе. Позже он получил и титул графа Шрусбери.
Роджер Пуатевинец, как и его 4 выживших брата, впервые появляется в источниках в качестве свидетеля хартии, которую их отец дал около 1079/1082 года аббатству Троарн. К 1086 году он уже был феодальным бароном в Англии, получив ряд владений. Однако существует большая проблема в интерпретации сообщений созданной в 1086 году «Книге Страшного суда». Согласно ей, к 1086 году Роджер лишился поместий в четырёх графствах (земель между реками Риббл и Мерси, а также в Дербишире, Йоркшире и Норфолке) и получил поместья в пяти других графствах (Гэмпшире, Ноттингемшире, Линкольншире, Эссексе и Саффолке). В конце записей о его бывших дербиширских владениях указано, что раньше ими владел Роджер Пуатевинец, а теперь они находятся в руках короля. Дж. Мейсон полагает, что эта и ряд других записей указывают на то, что в конце 1086 года король приказал отобрать все его владения, однако в некоторых случаях приказ выполнялся слишком долго, и информация об изъятии всех владений не успела попасть в «Книгу Страшного суда». 
Причина, по которой это могло произойти, неизвестна. В 1086 году Роджеру было немногим больше 20 лет, и вряд ли он до этого долго владел этими поместьями; и он, и его отец были верны королю Вильгельму I Завоевателю. Земли между Рибблом и Мерси ранее входили в состав королевских владений Эдуарда Исповедника. Джон Гораций Раунд заметил, что некоторые из поместий Роджера в Эссексе, Саффолке и Норфолке ранее находились во владении Раймунда Жиро — одного из малоизвестных феодалов (вероятно, родом из Южной Франции), получивших в 1066 году земли от Вильгельма I Завоевателя. Кроме того, в Саффолке некоторыми будущими поместьями Пуатевинца владел ещё один малоизвестный феодал — норманн Фиц-Тор. Исследователь отмечает, что Роджер, судя по всему, в своё время пользовался особой благосклонностью короля, из-за чего тот передал ему земли, которые отобрал у некоторых других арендаторов.

## Карьера во время правления Вильгельма II Рыжего
После смерти Вильгельма Завоевателя Роджер Старший и трое его сыновей в 1088 году принимали участие в восстании против нового английского короля Вильгельма II Рыжего. Одним из этих сыновей был Роберт де Беллем, имена двух других, которые попали в плен после осады королевской армией замка Рочестер, источники не называют. Поздние исследователи безо всяких на то оснований считали, что ими были Гуго (будущий граф Шрусбери) и Роджер Пуатевинец, но не исключено, что последний в восстании не участвовал, а третьим мятежником был его младший брат Арнульф. В любом случае ни для кого из Монтгомери участие в восстании последствий не имело. Роджер Пуатевинец быстро восстановил своё положение. Более того, в том же 1088 году ему была поручена ответственная миссия: он возглавил поход против епископа Дарема Гильома де Сен-Кале, а затем от имени короля вёл с ним переговоры до того момента, как тот предстал перед судом, на котором присутствовал и сам Роджер.
Судя по всему, во время правления Вильгельма II Рыжего Роджер процветал. Ему было возвращено большинство утраченных в 1086 году владений, за исключением Крейвена и некоторых поместий. При этом земли между Рибблом и Мерси были расширены, составив область, которая позже стала графством Ланкашир. Правда, в тот период истории она не была графством, а её шериф подчинялся королю. Еще до 1086 года Пуатевинец поселил там группу арендаторов, а позже построил на реке Риббл замок Пенвортам, который вместе с Ланкастерским замком позволял ему контролировать дорогу в Шотландское королевство. В 1094 году в Ланкастере он с помощью монахов из семейного аббатства Се основал монастырь. Кроме того, король передал Пуатевинцу баронию Ай в Восточной Англии, ранее принадлежавшую Роберту Мале.
Ордерик Виталий сообщает, что ещё до смерти Роджера Старшего король присвоил Роджеру Пуатевинцу титул графа Ланкашира. До 1102 года он продолжал руководствоваться интересами старших членов семей Монтгомери, причём иногда в ущерб собственным.

## Закат карьеры при английском дворе
Ещё до упоминания в «Книге Страшного суда» в 1086 году Роджер женился на Альмодис, дочери Адальберта II, графа де Ла Марш в Пуату. Именно благодаря браку он и получил своё прозвище — Пуатевинец. В 1091 году умер Бозон III, граф де Ла Марш, не оставивший наследников, в результате чего графство должны были унаследовать его сестра Альмодис и Роджер. Однако из-за вовлечённости Пуатевинца англо-нормандскими делами, судя по всему, им не удалось вступить в права наследования. Отсутствием в Пуату Альмодис (или её мужа) воспользовался её дядя Эд, захвативший власть.
В начале 1090-х годов Роджер вместе с младшим братом Арнульфом участвовали в войне в Нормандии, которую их старший брат Роберт де Беллем вёл против Гуго де Гранмениля и некоторых других нормандских феодалов. В 1092 году Арнульф и Роджер вновь поддерживали своего неугомонного брата, который пытался удержать родовое владение Беллем под властью короля Франции Филиппа I, а не Роберта Куртгёза. В последующие годы Пуатевинец сделал ставку на герцога Нормандии, планируя расширить свои владения.
После смерти отца летом 1094 года Роджеру впервые пришлось делать выбор, кому сохранять верность: Вильгельму II, проявившего ранее к нему щедрость, или Роберту Куртгёзу, другу его брата Роберта де Беллема. Не сомневавшийся в его верности английский король послал своего вассала с большой армией в количестве около 700 рыцарей и вдвое большего числа оруженосцев, чтобы удержать Аржантан против французского короля Филиппа I, который в этот период был союзником герцога Нормандии. Когда же французская армия появилась под стенами города, Роджер уже на следующий день сдал ему замок без боя, а весь гарнизон был взят в плен и удерживался ради выкупа. Затем Роджер и остальные рыцари купили себе свободу, и им было разрешено вернуться в Англию. Современники называли сдачу «жалкой». По мнению Дж. Мейсона, она во многом объяснялась тем, что по владениям жены Роджер был прямым вассалом французского короля. После этого политическая карьера Пуатевинца при английском дворе закончилась: в дальнейшем он не получал от Вильгельма II никаких почестей, милостей или поручений. Фактически связав свою судьбу со старшим братом, Роджер не получил никакой выгоды. В конце 1090-х годов ещё и погибли двое его братьев: в 1098 году старший, Гуго, граф Шрусбери, отправившийся в поход в Уэльс, погиб в битве со вторгнувшимися норвежцами, а в 1099 году младший, Филипп, отправившийся в Первый крестовый поход, сложил голову под Антиохией.

## Восстание против Генриха I
В 1100 году на охоте был убит Вильгельм II, после чего Роджер, как и его оставшиеся в живых братья, вновь оказался перед выбором, кого признать в качестве сюзерена. Пока Роберт Куртгёз участвовал в Крестовом походе, власть в Англии захватил его брат Генрих I. Стиль правления нового английского короля, неумолимого и решительного, резко контрастировал с «любезным» Куртгёзом; в результате братья Монгомери решили, что нормандский герцог больше соответствует их интересам и амбициям.
Несмотря на свой давний союз с Куртгёзом, Роберт де Беллем, который после смерти Гуго в 1098 году присоединил к своим владениям ещё и земли в Англии с титулом графа Шрусбери, в 1100—1101 годах вместе с младшими братьями находился при дворе Генриха I. После вторжения в июле 1101 года нормандского герцога в августе английский король и его брат заключили договор, по которому каждый из них сохранял свои владения. После Генрих I, недовольный действиями Роберта де Беллема во время войны с братом, вызвал его для ответа по 45 обвинениям, но тот в 1102 году поднял восстание, к которому присоединились и его братья. Мятеж очень дорого обошёлся семье Монтгомери. Хотя поддержка Роджера была скорее моральной, чем военной, тем не менее он понёс такое же наказание, как и братья: его английские владения были конфискованы, а сам он был приговорён к изгнанию из Англии.

## Жизнь в изгнании
Ордерик Виталий сообщает, что после изгнания Роджер удалился «в замок Шарру, находившийся во владении его жены, и оставался там, пока не состарился и не умер». Однако современные исследователи не согласны с мнением хрониста.
Ещё между 1091 и 1100 годами Роджер и его жена Альмодис выпустили хартию, в которой сделали аббатству Шарру ряд пожалований в Англии. Поскольку Альмодис не появляется в других хартиях Пуатевинца (о пожалованиях Линкольнскому монастырю и аббатству Шрусбери), появление графини в данной хартии, по мнению В. Чандлер, является либо формой вежливости, поскольку Шарру было родовым аббатством её семьи, либо некоторые из подаренных земель входили в состав её приданого. В ноябре 1098 года Альмодис издала хартию, которую её муж подписал с титулом графа. Судя по всему, после опалы Роджера Альмодис с детьми вернулась в Ла Марш. Там им к 1098 году удалось вернуть власть в графстве, либо сместив её дядю Эда, либо воспользовавшись его падением.
После изгнания Роджера из Англии его имя появляется только в одной из хартий жены. В 1103 году Альмодис издала хартию, в которую включила своего сына Бозона IV. К 1106 году в качестве графа стал издавать хартии её сын Эд II. Судя по всему, Роджеру не было позволено играть активную роль в управлении графством Марш, по крайней мере, с юридической точки зрения. Альмодис прожила минимум до 1117 года; она точно умерла до 1129 года. Все последующие хартии она издавала либо самостоятельно, либо совместно с сыновьями. В. Чандлер указывает, что ключ к пониманию подобной политической изоляции Пуатевинца кроется в одной из хроник, где указывается, что после смерти Бозона III де Ла Марша ему наследовала сестра Альмодис, имевшая двух сыновей от Роджера. По мнению исследовательницы, её мужа специально не включили в преемственность наследования графства. У Роджера не было своих владений в Ла Марше, он не имел никаких прав на собственность жены.
Поскольку Роджер, судя по всему, после 1102 года не участвовал в нормандских событиях, ему в 1109 году было позволено вернуться в королевство и даже посещать двор, хотя владения ему возвращены не были. В этом же году он присутствовал на заседании совета Генриха I в Ноттингеме, на котором был создан диоцез Эли. И ему было разрешено покидать королевство, в отличие от Роберта де Беллема, который в 1113 году оказался в заключении.
У Роджера было трое сыновей, носивших имена, принятые в роду их матери. Адальберт III, Бозон IV и Эд II при жизни Роджера действовали в качестве графов де Ла Марш. Его дочь Понса вышла замуж за Вульгрина II, графа Ангулема.  Потомки Роджера почти до конца XII века правили в графстве Ла Марш.
Последний раз Роджер упоминается в 1122 году. Он умер до 1140 года.

## Семья
Жена: не ранее 1086 года Альмодис (умерла в 1117/1129), графиня де ла Марш с 1091 года, дочь Адальберта II, графа де ла Марш, и Понсы. Дети:
- Сибилла[К 2][8];
- Адальберт III (умер до февраля 1168), граф де Ла Марш[8];
- Бозон IV (ум. 1118), граф де Ла Марш[8];
- Эд II (ум. 1135), граф де Ла Марш[8];
- Понса де ла Марш; муж: Вульгрин II (умер 16 сентября 1140), граф Ангулема с 1120[8].

Не исключено, что у Роджера была ещё одна дочь:
- Ависа де Ланкастер (умерла после 1149); 1-й муж: с 1140/1145 Уильям Пэверил из Ноттингема (около 1100/1105 — после 1155); Ричард де Морвиль (умер в 1189)[8].